# Ménil-la-Horgne
Ménil-la-Horgne település Franciaországban, Meuse megyében. Lakosainak száma 175 fő (2022. január 1.). Ménil-la-Horgne Commercy, Laneuville-au-Rupt, Méligny-le-Grand, Naives-en-Blois, Saulvaux és Void-Vacon községekkel határos.

## Népesség
A település népességének változása:
| Lakosok száma | 176  | 146  | 126  | 146  | 173  | 174  | 169  | 167  | 164  | 175  |
|               | 1968 | 1982 | 1990 | 2006 | 2013 | 2015 | 2017 | 2019 | 2020 | 2022 |